# Vịt Laysan
Vịt Laysan hay mòng két Laysan (danh pháp hai phần: Anas laysanensis) là một loài chim trong họ Vịt (Anatidae). Đây là loài đặc hữu của quần đảo Tây Bắc Hawaii và được đánh giá là "loài thủy cầm bản địa quý hiếm nhất của Hoa Kỳ".

## Phân loại
Vịt Laysan được Lionel Walter Rothschild đặt cho danh pháp khoa học là Anas laysanensis vào năm 1892 dựa theo tên của đảo Laysan (một trong các đảo của quần đảo Tây Bắc Hawaii). Loài vịt này là một thành viên của nhánh vịt cổ xanh trong nhóm vịt mò, có sự khác thường cả về mặt di truyền và tập tính. Các nghiên cứu mới cho rằng vịt Laysan tiến hóa từ một loài vịt trời xuất thân từ miền đông châu Á thuộc Nam bán cầu chứ không phải từ vịt cổ xanh Anas platyrhynchos như quan niệm của các tài liệu cũ.

## Mô tả
Vịt Laysan có chiều dài cơ thể từ 15 inch (38 cm) đến 17 inch (43 cm), lông có màu nâu với mắt cánh có màu từ xanh lá cây-xanh dương sáng đến màu tím; viền quanh mắt là vùng lông màu trắng. Vịt trống có mỏ màu xanh dương-xanh lá cây trong khi vịt mái có mỏ xỉn màu vàng nâu. Loài này có tuổi thọ đến mười hai năm trong môi trường hoang dã và mười tám năm trong môi trường nuôi nhốt.

## Tập tính

### Kiếm ăn

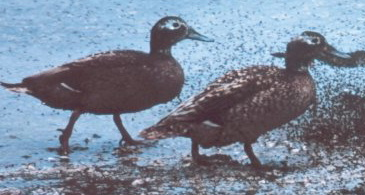
Vịt Laysan đang bắt ruồi.

Vịt Laysan đi bộ và chạy đều tốt; đai chậu thích nghi với hoạt động kiếm ăn trên mặt đất. Nhờ chiếc cổ vươn dài và mỏ gần mặt đất nên vịt có thể chạy dọc theo các bãi bùn và nhanh chóng há mỏ đớp lấy đám ruồi Neoscatella sexnotata. Ngoài ra, vịt còn lội tìm động vật không xương sống, tảo, lá cây và hạt cây dọc các vùng nước nông ven hồ hay trên cạn. Trong ngày, và đặc biệt là trong mùa sinh sản, vịt thích ẩn mình trong đám cỏ và cây bụi để tránh các loài chim săn mồi như cốc biển. Loài này thích ra ngoài tìm thức ăn từ lúc chạng vạng cho tới bình minh.

### Sinh sản
Vịt Laysan cặp đôi với nhau vào mùa thu và bắt đầu làm tổ vào mùa xuân. Chim mái dựng một cái tổ được che chắn kĩ dưới đám cây rậm rạp. Tổ chim nông, có dạng chiếc bát ăn trong đó lót đầy cỏ khô và lông chim. Vịt đẻ mỗi lứa khoảng bốn đến sáu quả trứng màu ngà nhợt nhạt trong khoảng tháng 4 đến tháng 8. Vịt con sớm phát triển và có khả năng tự kiếm ăn chỉ hai ngày sau khi nở nhưng vẫn được vịt mẹ bảo vệ, ấp ủ và dẫn đến nơi có thức ăn trong khoảng từ 40 đến 60 ngày đầu.

## Bảo tồn

### Suy giảm đến bờ tuyệt chủng

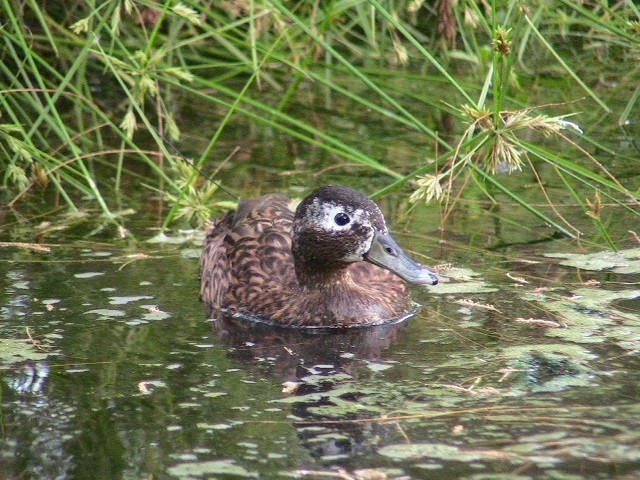
Vịt trống

Sự sụt giảm số lượng cá thể vịt Laysan bắt đầu trong khoảng thời gian từ 1000 đến 1600 năm về trước, cùng lúc với sự di dân của người Polynesia cùng các động vật có vú săn mồi đi kèm đến quần đảo Hawaii. Cho đến năm 1860 thì loài vịt này biến mất khỏi tất cả các đảo Hawaii ngoại trừ đảo Laysan, khả năng cao nhất là vì bị chuột ngoại lai ăn thịt. Tương tự như nhiều loài sinh vật sống trên các đảo biệt lập, vịt Laysan tiến hóa trong một môi trường mà ở đó thiếu vắng các loài động vật có vú săn mồi, từ đó chúng thiếu khả năng phòng vệ trước các loài đi săn ngoại lai như con người, chuột cống, lợn rừng và cầy lỏn. Ví dụ, vịt Laysan có nhiều khả năng sẽ đứng im thay vì chạy hay bay đi khi chúng bị giật mình; phản xạ này tuy thích hợp để phòng vệ các loài săn mồi trên không bản địa Hawai’i nhưng vô dụng khi đối phó với các loài săn mồi trên mặt đất. Mặc dù có thể bay nhưng vịt Laysan không phân tán ra nhiều đảo.
Vịt Laysan tìm nơi trú ngụ trên đảo Laysan - nơi không bị chuột xâm hại - trong phần lớn thời gian của thế kỉ 19, và khi đó không gian sinh tồn của vịt thuộc diện nhỏ nhất so với tất cả các loài vịt khác trên thế giới (chỉ 415 ha). Năm 1909, Khu bảo tồn quần đảo Hawaii (Hawaiian Islands Reservation) thành lập và đảo Laysan nằm dưới sự bảo vệ của liên bang. Tuy nhiên, nạn phá hoại thảm thực vật trên đảo do thỏ nhà ngoại lai gây ra đã đẩy vịt Laysan đến bên bờ vực tuyệt chủng vào năm 1912 khi số cá thể chạm mốc thấp nhất trong lịch sử với chỉ bảy con trưởng thành và năm con non (Dill & Bryan 1912).

### Phục hồi

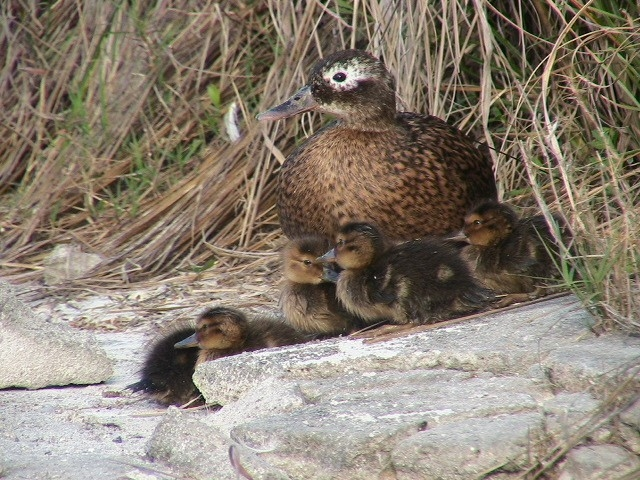
Một ổ vịt Laysan

Sau khi thỏ nhà hoặc bị chết đói hoặc bị các nhà sinh học loại bỏ khỏi đảo vào năm 1923 thì vịt Laysan bắt đầu phục hồi số lượng và đạt mức 500 cá thể vào năm 1957 (Warner 1963, Moulton & Weller 1984, (Moulton & Marshall 1996)). Năm 1966, Quốc hội Hoa Kỳ thông qua Đạo luật Bảo tồn Sinh vật Nguy cấp. Năm 1967, vịt Laysan được xếp vào nhóm các sinh vật nguy cấp và được bảo vệ bởi liên bang. Tuy vậy, tình thế "nút thắt cổ chai" về số lượng cá thể lại diễn ra như trường hợp năm 1993 khi nạn hạn hán và thiếu hụt thức ăn do hiện tượng El Niño gây ra đã làm giảm số lượng vịt xuống khoảng còn 100. Kể từ năm 1998, người ta tiến hành chọn mẫu một số lượng vịt nhất định rồi gắn vòng đeo chân hoặc bộ truyền tín hiệu radio cho chúng nhằm giám sát tình trạng sinh sản và sinh tồn. Kết quả thu được cho thấy chỉ có 30% số vịt con trên đảo Laysan có thể sống sót đến khi đủ lông đủ cánh.
Vào tháng 10 năm 2004 và 2005, 42 cá thể vịt Laysan được đưa đến rạn san hô vòng Midway trong một nỗ lực chung giữa Cục Khảo sát Địa chất và Cục Hoang dã và Cá (Hoa Kỳ) nhằm khôi phục quần thể vịt thứ hai trong thiên nhiên. Việc làm này góp phần giảm bớt nguy cơ tuyệt chủng vịt Laysan trong trường hợp xảy ra thảm họa vì có ít khả năng các thiên tai - như hạn hán, bão, sóng thần, dịch bệnh (như cúm gia cầm) hay sự xâm nhập của các loài cây và động vật ngoại lai - sẽ tấn công cả hai rạn san hô vòng cùng một lúc.
Quần thể vịt trên các đảo thuộc rạn san hô vòng Midway đã phát triển nhanh chóng khi số lượng cá thể tăng gấp đôi chỉ trong vòng hai năm đầu tiên. Đầu tháng 1 năm 2007, có 100 chú vịt sống trên đảo Sand và đảo East thuộc rạn vòng Midway. Các nhà nghiên cứu giám sát số vịt tại Midway đã nhận thấy rằng vịt nơi đây sinh sản sớm hơn và đẻ nhiều trứng hơn so với đồng loại trên đảo Laysan. Điều này gợi ý rằng nguồn thức ăn và môi trường sống dồi dào trên các đảo Midway đã kích thích vịt Laysan sinh sản nhiều hơn.